# Jesús Castro Romani
Jesús Castro Romani (Éibar, Guipúzcoa, 29 de mayo de 1983) es un jugador español de baloncesto profesional, que ocupa la posición de escolta en el Club Basquet Coruña.

## Trayectoria deportiva
Nacido en Éibar, aunque originario de Ferrol, Jesús Castro comenzó a jugar al baloncesto en las categorías inferiores del C.B. San Rosendo Ferrol y posteriormente en el Peleteiro Santiago. Pero no fue hasta la temporada 2001 cuando dio su primer salto de calidad al fichar por el Club Baloncesto Granada donde jugó en Liga EBA, llegando a debutar en ACB en la temporada 2002-2003. Tras cuatro años en Granada, cambió de categoría jugando con el recién descendido Algeciras Cepsa en la 1ª División Nacional Andaluza, pero esta andadura solo duró un año ya que en la temporada 2005-2006 fichó por el Autocid Ford Burgos de LEB 2 con el cual consiguió ascender a LEB además de ganar la Copa.
Tras un año de éxitos en Burgos recaló en varios equipos de LEB 2 y LEB Plata como el Club Deportivo Maristas Palencia y el CB Almería, pero no sería hasta la temporada 2008-2009 cuando volviera a LEB Oro con el CB Villa de Los Barrios donde cuajó una gran temporada que le valió para retornar en la 2009-2010 al club con el que más éxitos ha cosechado, el Autocid Ford Burgos, en el cual jugó  tres temporadas consecutivas siendo capitán del equipo en la última de ellas.
Se desplazó luego un año a formar parte del equipo de Melilla y otros 3 años en Leyma Basquet Coruña, siendo el capitán en este último. 
Después de dos temporadas en el CB Almería, siendo máximo anotador de su equipo en Liga EBA, se ha retirado, dedicándose actualmente a gestionar su Inmobiliaria en el Levante Almeriense.